# Tribulation
Tribulation var ett svenskt thrashband bestående av Steven Neuman (gitarr), Daniel Hojas (bas), Magnus Forsberg (trummor) och Mikael Tossavainen (sång och gitarr).
Bandet släppte endast en fullängdare, 1991 års Clown of Thorns, utgiven på skivbolaget Black Mark Production. 1994 utgavs en EP-skivan Spicy på Burning Heart Records.
Utöver dessa medverkade gruppen med tre låtar på samlingsskivan Cheap Shots Vol. 1, som utgavs 1995 på Burning Heart Records. Förutom två egna låtar framförde bandet även en cover på 7 Seconds' "Escape & Run".
Efter bandets uppbrott fortsatte Forsberg, Hojas & Tossavavainen i bandet Puffball.

## Medlemmar
Senaste medlemmar
- Magnus Forsberg – trummor (1987–1994)
- Daniel Hojas – basgitarr (1987–1994)
- Mikael Tossavainen ("Mike Toza") – sång, gitarr (1987–1994)

Tidigare medlemmar
- Steven Neuberg – gitarr (1987–1993)
- Daniel Sören – gitarr (?–1993)

## Diskografi
Studioalbum
- 1991 – Clown of Thorns (Black Mark Production)

EP
- 1994 – Spicy (Burning Heart Records)

Medverkan på samlingsskivor
- 1988 – Hard-Core for the Masses - the Core of Sweden (med låten "Bellicose Nations", Uproar Records)
- 1993 – Touch of Death (med låten "Born Bizarre", ToCo International)
- 1993 – Signed for Life (med låtarna "Free from Forever", "Sick Trip" och "Equipment Glow", Pacemaker Records)
- 1994 – Hardcore for the Masses Vol. 2 (med låten "Worship the Hole", Burning Heart Records)
- 1995 – Cheap Shots Vol. 1 (med låtarna "Torn to a Puzzle", "Bridge to the Backyard of My Mind" och "Escape & Run", Burning Heart Records)